# Buschschwanz-Beutelratte
Die Buschschwanz-Beutelratte (Glironia venusta) ist eine Säugetierart aus der Familie der Beutelratten (Didelphidae).

## Beschreibung
Das dichte, wollige Fell dieser Tiere ist bräunlich gefärbt, zwei dunkelbraune oder schwarze Längsstreifen auf ihrem Gesicht sorgen für ein maskenähnliches Aussehen. Der Schwanz ist etwas länger als der Körper und bis auf die unbehaarte Spitze relativ buschig. Diese Tiere erreichen eine Kopf-Rumpf-Länge von 16 bis 20 Zentimetern und eine Schwanzlänge von 20 bis 23 Zentimetern.

## Lebensraum
Bislang wurden nur neun Exemplare dieser Art gefunden, alle in den Regenwäldern Brasiliens, Perus, Ecuadors oder Boliviens. Aufgrund des Körperbaus (opponierbarer Daumen und Greifschwanz) vermutet man, dass sie auf Bäumen lebt. 

## Lebensweise
Über die Lebensweise der Buschschwanz-Beutelratte ist kaum etwas bekannt. Wie die meisten anderen Beutelratten dürfte sie ein nachtaktiver, einzelgängerischer Allesfresser sein.

## Bedrohung
Obwohl die Buschschwanz-Beutelratte sehr selten ist, listet sie die IUCN als nicht gefährdet („least concern“).

## Systematik
Über die systematische Zuordnung der Buschschwanzbeutelratte besteht Uneinigkeit. Meist wird sie in die Unterfamilie Caluromyinae als naher Verwandter der Wollbeutelratten eingeordnet. Andere Systematiken sprechen ihr hingegen den Rang einer eigenen Unterfamilie (Glironiinae) zu. 